# Look and feel

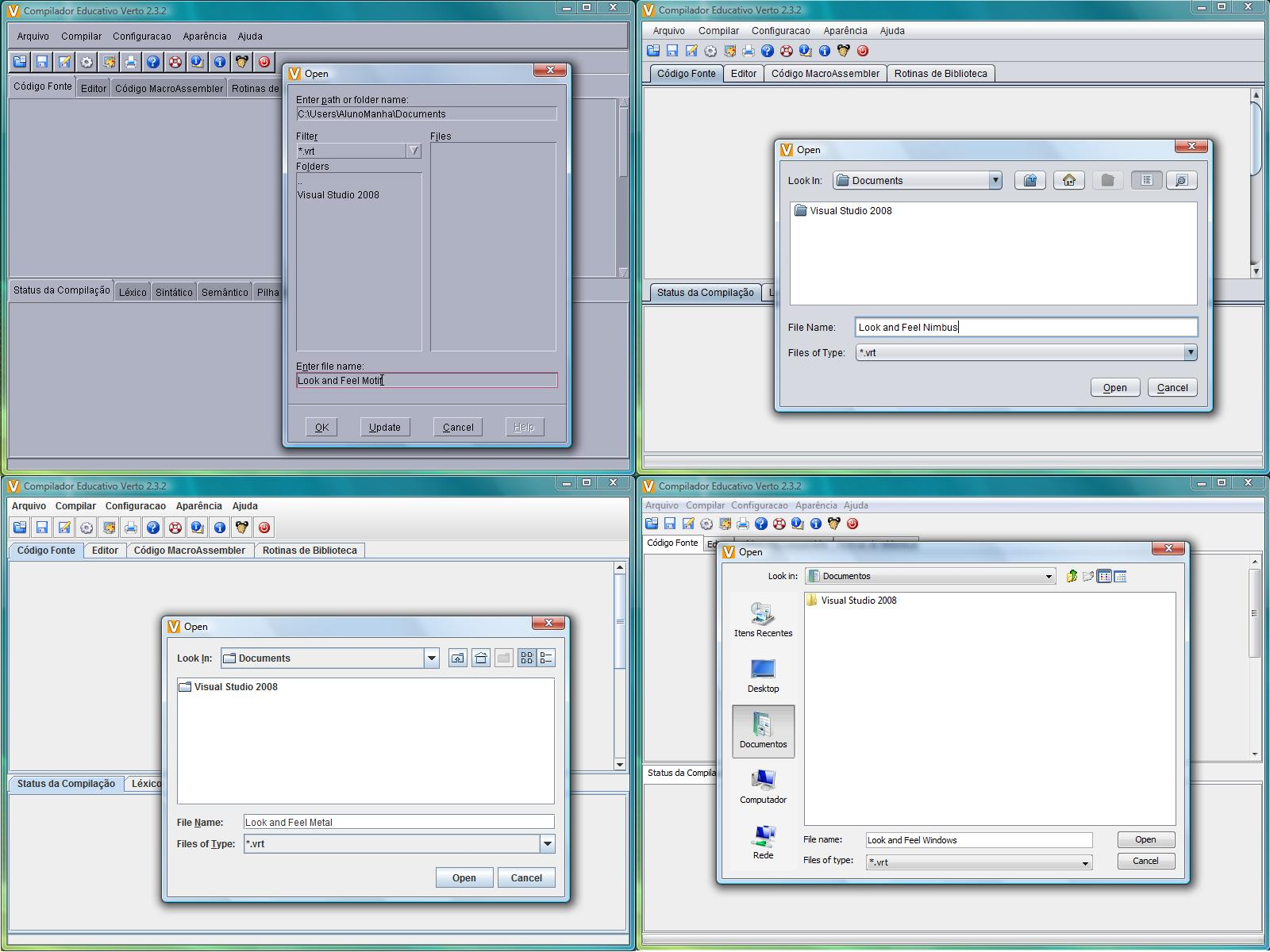
Diferentes Look and Feels aplicados ao mesmo software

Look and Feel é um termo usado na descrição dos produtos e áreas, como a concepção de produtos, marketing, branding e trademarking, para descrever as principais características da sua aparência.
Na concepção do software o termo "Look and Feel" é utilizado em relação a interface gráfica do usuário e compreende os aspectos da sua concepção, incluindo elementos como cores, formas, disposição e tipos de caracteres (o "Look"), bem como o comportamento de elementos dinâmicos tais como botões, caixas, e menus (o "Feel"). Look and Feel também pode referir-se aos aspectos de uma API, principalmente para as partes de uma API que não estão relacionadas com as suas propriedades funcionais. O termo Look and Feel é usado da mesma forma em programas de computador e sítios da web.
Look and Feel pode ser aplicado a outros produtos. Na documentação, por exemplo, refere-se ao layout gráfico (documento tamanho, cor, fonte, etc) e estilo de escrita. No contexto de equipamentos, refere-se a consistência dos controles(controlos) e visores da linha do produto.
Nas interfaces de usuário de sistemas operacionais (operativos) o Look and Feel serve a dois propósitos gerais. Em primeiro lugar, ajuda na identificação da marca, auxiliando a identificar um conjunto de produtos de uma empresa. Em segundo lugar, aumenta a facilidade de utilização, uma vez que os usuários vão se familiarizar com o modo como um produto funciona e pode resultar em treinamento para outros produtos com o mesmo look and feel.

## Nas APIs
Uma API, que é uma interface de software que fornece algum tipo de funcionalidade, também pode ter um certo look and feel. Diferentes partes de uma API (por exemplo, diferentes classes ou pacotes) são muitas vezes ligadas por convenções sintáticas e semânticas.